# César de Notre-Dame
César de Nostredame (Salon-de-Provence, 1553 – 1629) è stato uno scrittore e pittore francese.

## Biografia
César fu figlio del più famoso Michel de Notre-Dame, meglio conosciuto come Nostradamus, e della sua seconda moglie Anne Ponsarde. Fortemente portato per l'arte della pittura, si dedicò attivamente anche alla scrittura, senza però avere lo stesso successo del padre. A quanto pare, fu César a portare a Roma l'ultimo libro di Nostradamus, i Vaticinia, perché era desiderio del padre che il libro fosse regalato al futuro Papa Urbano VIII.